# Douaihy
El Douaihy – wpływowa, maronicka rodzina libańska, zamieszkująca region Zgharta-Ehden. Założyciele rodu przybyli do Libanu podczas wypraw krzyżowych z francuskiego miasta Douai w Księstwie Ostrevent (Gotfrydowi de Bouillon towarzyszył hrabia Anzelm II de Ribemont d’Ostrevent) i wkrótce ulegli arabizacji.

## Przedstawiciele
- Stefan Douaihy z Ehden – maronicki patriarcha Antiochii w latach 1670–1704
- Saliba Douaihy (1915–1994) – libański malarz
- Simon Douaihy – polityk libański
- Estephan Douaihy – polityk, członek Marady, deputowany parlamentu libańskiego